# Leandro Fonseca
Leandro Fonseca (Jaboticabal, 1975. február 14. –) brazil labdarúgócsatár.